# Bolesław Leitgeber
Bolesław Leitgeber (ur. 7 lipca 1900 w Poznaniu, zm. 24 stycznia 1993 w Truro (St Mawes)) – polski dyplomata, malarz i pisarz.

## Życiorys
Pochodził z rodziny poznańskich księgarzy i wydawców zasłużonych dla miasta. Studiował na Uniwersytecie Poznańskim, po ukończeniu nauki w 1924 rozpoczął pracę w Ministerstwie Spraw Zagranicznych. W 1931 został attaché w polskiej ambasadzie w Kopenhadze i pełnił tę funkcję do 1935, kiedy to zmiany polityczne spowodowały jego powrót do ojczyzny. Niemal natychmiast został korespondentem Kuriera Poznańskiego w Berlinie, ale szykany wywołane przesyłanymi do kraju nieprzychylnymi komentarzami na temat polityki hitlerowskiej zmusiły Bolesława Leitgebera do wycofania swojej akredytacji. Został skierowany do Londynu i był tam korespondentem do wybuchu II wojny światowej, a następnie został powołany przez ambasadora Edwarda Raczyńskiego na I sekretarza polskiej ambasady.
Reprezentował polski rząd podczas oficjalnych wystąpień w Londynie, wyjeżdżał również do polskiej placówki w Kairze. Był jednym z inicjatorów kampanii, której celem była walka z niszczeniem polskich skarbów sztuki i zabytków. Mimo napiętego planu zajęć pisał i malował, w 1941 miała miejsce indywidualna wystawa jego malarstwa olejnego, premiera miała miejsce w londyńskiej galerii „J. Leger & Son” przy Old Bond Street, a następnie była prezentowana w innych brytyjskich miastach. Były to obrazy ukazujące skutki nalotów Blitz”, zniszczenia miast i architektury. Równocześnie ukazała się książka Bolesława Leitgebera „Londyn, Oblicze i maska” („London, The face and the mask”), była to opowieść o mieszkańcach Wielkiej Brytanii i życiu w Londynie, część nakładu ukazała się również w języku polskim. Pracował również nad librettem do baletu, prowadzono próby nad realizacją, ale ostatecznie ich zaniechano.
W połowie 1945 przyjechał do Polski, ale widząc zmiany polityczne postanowił wrócić do Wielkiej Brytanii, gdzie znalazł zatrudnienie w sekretariacie powstającej Organizacji Narodów Zjednoczonych. Wyjechał wówczas do Nowego Jorku, gdzie po otrzymaniu funkcji przedstawiciela Narodów Zjednoczonych wyjeżdżał na misje pokojowe do Indii i Afryki Zachodniej, tam gdzie nowe państwa walczyły o niepodległość. Po zakończeniu misji pracował w Genewie, w 1960 przeszedł na emeryturę i poświęcił się malarstwu i pisaniu książek. Gdy rozpoczęto przygotowania do budowy Wielkiej Tamy i Jeziora Nasera wyjechał do Asuanu w Egipcie, aby w swoich obrazach uwiecznić tereny, które miały znaleźć się pod wodą. W następnych latach podróżował po Bliskim i Dalekim Wschodzie, Afryce i Zachodniej Europie. Wyjechał również do Aydar w pobliżu Madrasu, gdzie przebywał w światowym centrum teozofii, gdzie intensywnie zaangażował się w tamtejszą filozofię życiową. Prowadził w Madrasie wykłady na ten temat, a swoje przemyślenia i spostrzeżenia na temat założeń filozoficznych Wschodu i Zachodu zawarł w dwóch książkach, które ukazały się w drugiej połowie lat 70. XX wieku.
Po powrocie do Europy poznał w Genewie architekta Jana Stryjeńskiego, z którym wspólnie zaprojektował własny dom studyjny, którego styl miał zawierać wszystkie założenia filozofii życiowej artysty. Budynek powstał wśród winnic nad Jeziorem Genewskim i stał się miejscem spotkań Bolesława Leitgebera z przyjaciółmi, galerią ich twórczości i punktem swobodnej wymiany myśli i dyskusji. Pod koniec życia żywo interesował się zjawiskiem rozpadu tzw. „Bloku wschodniego” i najnowszych losów ojczyzny. Zamieszkał z żoną w Truro (St Mawes), gdzie nadal malował, pisał i pielęgnował ogród. Ostatnią książką, która napisał nosiła tytuł „Rzym w radościach i troskach dawnej Polski” dotyczyła relacji Watykanu i Państwa Polskiego.
Był odznaczony duńskim Orderem Danebroga IV klasy.